# 鄧氏海蠋魚
鄧氏海蠋魚（学名：Halicampus dunckeri），为輻鰭魚綱棘背魚目海龍魚科的其中一種，分布於印度西太平洋區，包括東非、南非、日本、澳洲、印尼、斐濟、密克羅尼西亞、帛琉、巴布亞紐幾內亞、菲律賓、索羅門群島及新喀里多尼亞等海域，棲息深度可達14公尺，體深褐色或近黑色，吻部灰白色，體背部有不規則的灰白橫帶，背鰭軟條16-20枚，臀鰭軟條3枚，體長可達15公分，棲息在砂石底質海域，卵胎生。